# Masát András
Masát András (Niederpöcking, 1947. május 8. –) irodalmár, tankönyvíró, egyetemi tanár. Az irodalomtudományok kandidátusa (1975), honosítva 1980; Pro Universitate díjas (1993); Németországi Szövetségi Köztársaság Nagy Érdemkereszt (2014), Norvégia lovagja.

## Életpályája
Tanulmányait a szegedi JATE magyar-német szakán végezte. 1970-től 1980-ig tanársegéd, majd adjunktus a JATE-n, 1980-tól az ELTE Bölcsészettudományi Kar Germanisztikai és Romanisztikai tanszékén, 1983-tól pedig szintén az ELTE-n a skandinavisztikai tanszéken oktat. 1989-től 1991-ig oktatási és külügyi általános dékánhelyettes, 1991-től 1994-ig pedig rektorhelyettes. 1997-től tanszékvezető a Skandináv nyelvek és irodalmak tanszékén. Dán, norvég és svéd nyelvet is tanít. Fő kutatási területe a modern norvég irodalom. Doktori disszertációja alapján az MTA az irodalomtudományok kandidátusává nyilvánította. 1995-ben nyerte el a PhD fokozatot. 1982-től Európa számos országának egyetemén tart vendégelőadásokat. Több egyesületnek is tagja: Nemzeti Skandináv Egyesület (IASS 1980–), Nemzeti Germanisztikai Egyesület (IVG 1983–), illetve utóbbinak elnökségi tagja (1995–), valamint a Modern Filológiai Társaság É-Európában szakoszt. elnöke (1987–). Alapítója és szerkesztője a Skandinavisztikai Füzeteknek, valamint a Nagy–Britanniában kiadott Skandinavian c. folyóiratnak. A Filológiai Közlöny szerkesztői bizottságának is tagja. Írásai külföldön is megjelentek. 1982 óta Szentendrén él. Masát András 2008 és 2017 között vezette az Andrássy Gyula Budapesti Német Nyelvű Egyetemet, 2014. március 15-étől 2017. március 14-ig szóló megbízatása rektorátusának harmadik ciklusa volt. 2014. május 26-án a német-magyar tudományos és oktatáspolitika terén szerzett kiemelkedő érdemeiért a Németországi Szövetségi Köztársaság Nagy Érdemkeresztjével tüntették ki. 2017-ben V. Harald norvég király lovagi címet adományozott számára.

## Családja
Szülei Masát Mihály és Kesztler Klára, felesége dr. Richter Dagmar. Gyermekei Gábor (1972) és Mátyás (1976).

## Munkáiból
- Norvég-magyar társalgás (Balogh Anikóval), 1985
- Svenlitt (Mádl Péterrel, svéd antológia a 8. sz.-tól a 19. sz. végéig), 1996
- Von Genrebild zu Bauernerzählung. Korrespondierende Formen der Kurzepik in der norwegischen "Volksliteratur" um die Mitte des 19. Jahrhunderts, 1996
- "Nationenbildung, kulturelles Gedächtnis und Fremderfahrung". Vortrag an der Andrássy Universität am 05.11.2008 in Budapest; Andrássy Universität, Bp., 2009 (Andrássy-Abhandlungen)
- Ethik und Alltag. Zwischen Wahrheit und Wirklichkeit. Vier Vorträge an der Andrássy Universität Budapest in Kooperation E.ON Hungária Zrt., 2009; szerk. Masát András; Andrássy Universität, 2010 (Andrássy-Abhandlungen)
- Irodalmi szövegek, politikai állásfoglalások. A Hamsun-jelenség; szerk. Masát András; Gondolat, Bp., 2011